# Mile high club

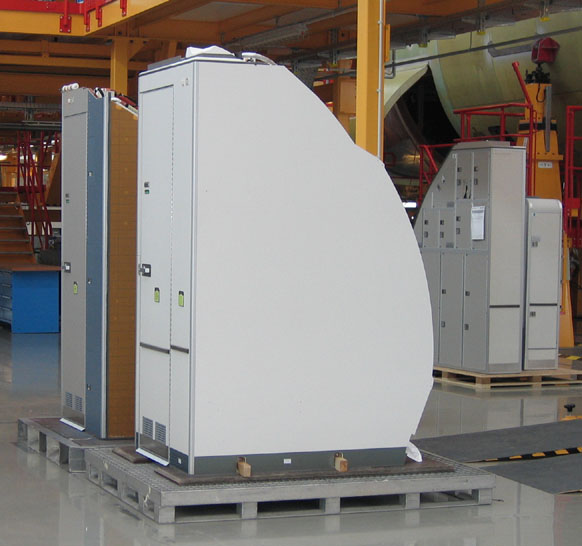
Туалет літака до монтажу

Mile High Club на сленгу означає групу людей, які мали статевий акт на борту літака під час польоту. 
Бажання вчинити цю дію може бути пояснене нібито вібрацією літака. Існує припущення, що ті, хто займається цим, можуть мати фантазії, пов'язані з пілотами або стюардесами, або відчувають фетиш до самого літака, який може бути формою механофілії . Для інших привабливість участі в Mile high може полягати в захопленні виконання чогось табуйованого і в схильності до ризику бути розкритими. 

## Історія
Ранні посилання на цю концепцію можна знайти в книзі ставок Brooks's, лондонського джентльменського клубу. Запис 1785 року (лише через два роки після першого успішного підйому на повітряній кулі Етьєна Монгольф’є ) говорить: «Лорд Чолмонделей дав дві гінеї лорду Дербі, щоб отримати 500 Gs кожного разу, коли його світлість трахає жінку на повітряній кулі за тисячу ярдів від Землі».  Немає додаткових відомостей про те, чи була ставка оплачена, або як це тверження може бути підтверджене.
Під час Першої світової війни німецький ас Освальд Белке був покараний начальством за те, що він взяв медсестру в кабіну свого винищувача, ставши нібито першою особою, яка могла стати членом клубу (хоча це твердження є сумнівним, враховуючи тісну кабіну і необхідність пілота постійно тримати руки й ноги на контролері та педалях керма; інші стверджують, що це була проста весела поїздка). 
Пілот/інженер Лоуренс Сперрі та світська левиця Дороті Райс Сімс були описані як перші люди, які займалися сексом під час польоту в літаку;  вони летіли на обладнаному автопілотом літаючому човні Curtiss біля Нью-Йорка в листопаді 1916 року   
Американська національна рада з безпеки на транспорті повідомила про інцидент 1991 року, коли сексуальна активність була принаймні частково причиною смертельної аварії Piper PA-34. 
У листопаді 2007 року BBC опублікувала матеріал під заголовком «Авіакомпанія забороняє A380 Mile-High Club». Airbus A380 дозволяє встановити двоспальні ліжка в салоні першого класу, але салони Singapore Airlines не є звукоізоляційними; невдовзі після встановлення нових сидінь/ліжок авіакомпанія попросила пасажирів першого класу поважати інших пасажирів. 

## Поширеність
В одному опитуванні в 2010-х роках 9% американців стверджували, що мали сексуальний контакт у кріслі літака, 17% у ванній кімнаті літака, 5% з незнайомцем у літаку та 3% з членом екіпажу. 

## Повідомлені випадки
У засобах масової інформації повідомлялося про деякі випадки спроб сексуальної активності людей в літаках:
- Річард Бренсон, британський підприємець-мільярдер і власник Virgin Group, включно з Virgin Atlantic і Virgin Australia, стверджував, що приєднався до клубу Mile-high у віці 19 років (бл. 1969) у туалеті літака. Згодом він дізнався, що його партнерка була одружена, і у них не було стосунків, окрім зустрічі в літаку. [12]
- У жовтні 1999 року двох пасажирів рейсу American Airlines із Далласа до Манчестера заарештували після того, як вони займалися статевим актом на очах у інших пасажирів у бізнес-класі літака. [13] Обидва втратили роботу після гучного скандалу в пресі після інциденту. [14]
- Рейс British Airways у 2005 році з Лондона на Ямайку був перенаправлений на Бермудські острови, коли Тревор Блейк і Нікола Фіцджеральд, подружжя на борту, які, ймовірно, перебували в стані алкогольного сп’яніння ще до того, як випили більше пива та вина в літаку, погрожували бортпровідникам після того, як вони сказали подружжю повернутися до їхніх місць. Обслуга знайшла Фіцджеральд, яка танцювала на колінах Блейка у кріслі для команди. Зрештою, цих двох довелося повертати до своїх місць, застосовуючи фізичний тиск. Пізніше вони стверджували, що вже двічі займалися сексом у туалеті літака до повернення у Великобританію. Блейк був засуджений до в'язниці, а Фіцджеральд була засуджена до громадських робіт. [15] [16] [17]
- Наприкінці 2006 року пара була заарештована частково за відмову припинити відкриті сексуальні дії під час літака у випадку, який привернув широкий розголос у ЗМІ. [18] Адвокат пари стверджував, що пара не займалася сексом, але що чоловік був хворий і лежав головою на колінах жінки.
- У 2007 році британський актор Рейф Файнс потрапив у скандал після сексу зі стюардесою Qantas Лізою Робертсон під час рейсу з Сіднея в Мумбаї. Після початкових спростувань було встановлено, що вони займалися сексом у туалеті літака, а бортпровідниця пізніше була відсторонена, а потім звільнена Qantas. [19]
- Під час рейсу компанії Virgin у лютому 2007 року датський співзасновник програми Skype Янус Фрііс відкрито займався сексом із Крістіною Кнудсен, падчеркою Роджера Мура, коли їхав на шоу «Оскар». [20]

## Законність
ВВС опублікувала статтю про те, чи законний секс у літаку. Їхній висновок полягав у тому, що це залежатиме від багатьох факторів, наприклад від того, чи відбувався акт на очах у інших. Наприклад, якби застосовувалося британське законодавство, це могло б вважатися сексом у туалеті, до якого має доступ публіка, що суперечить розділу 71 Закону про сексуальні злочини 2003 року з максимальним терміном ув’язнення на 6 місяців.
Крім того, для міжнародних рейсів законодавство може відрізнятися залежно від міст відправлення та призначення та країни авіакомпанії-перевізника , а також країни реєстрації літака та, можливо, громадянства залучених осіб.
У січні 2011 року авіаційний регулюючий орган Сполученого Королівства, Управління цивільної авіації (CAA), відмовився повторно сертифікувати чартерну компанію Mile-High Flights, розташовану в графстві Глостершир, за те, що вона дозволяла своїм пасажирам займатися сексом під час польоту. 

## Чартерні рейси
Деякі комерційні підприємства заробляють на зацікавленості людей приєднатися до «клубу», пропонуючи спеціальні чартерні рейси, призначені для цих цілей.  

## Дивись також
- Публічний секс
- Секс в космосі

## Зовнішні посилання
- Літак, який прямував до Лас-Вегаса, перенаправили після того, як пара намагалася приєднатися до "Mile-High Club"